# Володин, Юрий Евгеньевич
Юрий Евгеньевич Володин (3 августа 1967 — 4 июля 2001) — сотрудник российских органов внутренних дел, ветеран боевых действий, спортсмен. Капитан милиции, оперуполномоченный СОБР УБОП при УВД по Пензенской области. Мастер спорта России международного класса по пулевой стрельбе (1995).
Погиб при исполнении воинского и служебного долга на территории Чеченской Республики в ходе контртеррористической операции. Кавалер ордена Мужества (2001, посмертно).

## Биография
Родился 3 августа 1967 года в г. Пензе. В 1974—1982 годах учился в средней общеобразовательной школе № 8 имени Н. С. Павлушкина г. Пензы. В 1986 году окончил Пензенский строительный техникум.
Во время учёбы в школе увлекался спортивной стрельбой, участвовал во многих соревнованиях. Мастером спорта по стрельбе стал в 13 лет. В 2000 году стал мастером спорта России международного класса по пулевой стрельбе, выполнив этот норматив на чемпионате России и набрав 598 очков из 600.
В июле 1988 года был принят на службу в органы внутренних дел на должность милиционера отдела вневедомственной охраны при Железнодорожном районном отделе внутренних дел г. Пензы. Зарекомендовал себя с положительной стороны, исполнительным, добросовестным, трудолюбивым сотрудником. В январе 1995 года, с учётом деловых и моральных качеств, назначен оперуполномоченным 4-го оперативно-боевого отделения специального отдела быстрого реагирования — СОБРа УБОП при Управлении внутренних дел по Пензенской области.

### Участие в боевых действиях на Северном Кавказе
С 1995 по 2001 годы, в годы первой и второй чеченской войны неоднократно выезжал в служебные командировки в Северо-Кавказский регион и, как мастер спорта международного класса по пулевой стрельбе, принимал участие в специальных боевых операциях в качестве военного снайпера (участвовал в операциях по зачистке населенных пунктов, изъятию оружия, взрывчатых веществ, боеприпасов). 28 октября 1999 года в составе десантной группы участвовал в проведении разведки местности с воздуха (на вертолёте) в районе населённого пункта Ханкала; на окраине населенного пункта был обнаружен мини-завод по производству ГСМ. Группа срочно высадилась и направилась к зданию, на подходе обнаружила засаду. В процессе боевого столкновения старший лейтенант милиции Юрий Володин, «ведя прицельную стрельбу из снайперской винтовки, уничтожил пулемётчика противника, благодаря его смелым, грамотным и решительным действиям, бандиты были рассеяны, при этом личный состав группы не понёс потерь». 8 декабря 1999 года, будучи старшим разведгруппы, обнаружил подготовленную огневую точку бандитов; проявив бдительность и внимательность, лично изъял противотанковых гранатомёта РПГ-7 с выстрелами к ним и 3 ящика осколочных мин направленного действия; своими действиями предотвратил возможные террористические акты против мирного населения и федеральных сил. В марте 2000 года участвовал в войсковой операции в селе Комсомольское Урус-Мартановского района Чеченской Республики (см. Бои за Комсомольское). В одном из боев вместе с группой сотрудников СОБР в течение суток оборонял занятые позиции, не дав возможности боевикам выйти в тыл федеральных сил, был награждён медалью ордена «За заслуги перед Отечеством» II степени. 20 июня 2001 года при проведении разведывательно-поисковых мероприятий, капитан милиции Юрий Володин, действуя умело и решительно, произвёл задержание вооружённого участника бандформирований М. Эльбиева, находившегося в розыске за исполнение многочисленных заказных убийств; при личном досмотре у него был обнаружен пистолет Макарова и 8 патронов.

### Гибель

Памятник на могиле Юрия Володина на Аллее славы Новозападного кладбища г. Пензы

4 июля 2001 года в составе группы бойцов СОБРа из шести человек по боевому распоряжению военного коменданта Урус-Мартановского района участвовал в районном центре Урус-Мартан в операции по задержанию местного жителя Исаева, подозреваемого в причастности к бандформированиям. Исаев оказал яростное сопротивление, скрывшись в одной из комнат своего дома и открыв огонь по сотрудникам милиции. Увидев, что один из товарищей ранен, Юрий Володин попытался оказать медицинскую помощь пострадавшему и эвакуировать его с линии огня, но был смертельно ранен автоматной очередью. Посмертно награждён орденом Мужества «за мужество, отвагу и самоотверженность, проявленные при исполнении служебного долга в Северо-Кавказском регионе».
Похоронен на Аллее славы Новозападного кладбища г. Пензы.

## Награды
- Орден Мужества (2001, посмертно).
- Медаль ордена «За заслуги перед Отечеством» II степени (18.05.2000).
- Медаль «За отвагу» (2001).

## Увековечение памяти
- В Пензенской области проходят Чемпионаты по стрельбе из пистолета Макарова, посвященные памяти мастера спорта международного класса капитана милиции Юрия Володина. На соревнования свои команды выставляют УВД, УФСБ, УФСКН, УФСИН, УФССП, филиал пензенской таможни, а также представители территориальных органов МВД РФ из других регионов России (Татарстан, Мордовия, Самарская область, Тамбовская область и др.). Победившей команде вручается переходящий Кубок[4][5][6].
- В 2007 году мемориальная доска Юрию Володину была открыта на здании Детско-юношеской спортивно-технической школы по прикладным видам спорта ДОСААФ России (г. Пенза, ул. Восточная, 7).
- В 2009 году мемориальная доска Юрию Володину была открыта на здании Средней общеобразовательной школы № 8 имени Н. С. Павлушкина г. Пензы (ул. Касаткина, 8), в которой он учился в 1974—1982 годах.
- 15 июня 2018 года мемориальная доска Юрию Володину была открыта на здании Пензенского колледжа архитектуры и строительства (г. Пенза, ул. Набережная реки Пензы, 3). В этом здании Володин учился в 1982—1986 годах в Пензенском строительном техникуме. В торжественной церемонии открытия мемориальной доски приняли участие сотрудники Управления Федеральной службы войск национальной гвардии Российской Федерации (Росгвардии) по Пензенской области, бойцы СОБРа и ОМОНа, а также родственники и друзья погибшего офицера[7][8][9][10].

Мемориальная доска на здании Детско-юношеской спортивно-технической школы по прикладным видам спорта ДОСААФ России (ул. Восточная, 7), 2007 г.
Мемориальная доска на здании Средней общеобразовательной школы № 8 имени Н. С. Павлушкина (ул. Касаткина, 8), 2009 г.
Мемориальная доска на здании Пензенского колледжа архитектуры и строительства (ул. Набережная реки Пензы, 3), 2018 г.

## Семья
Через полгода после гибели капитана Володина у него родилась дочь.
Младшая сестра Юрия Володина Людмила Гребенева также, как и он, стала мастером спорта России международного класса, но — по самбо.